# Lathrolestes planus
Lathrolestes planus är en stekelart som beskrevs av Barron 1994. Lathrolestes planus ingår i släktet Lathrolestes och familjen brokparasitsteklar. Inga underarter finns listade i Catalogue of Life.